# Анкен
Анкен (фр. Annequin) насеље је и општина у североисточној Француској у региону Север-Па де Кале, у департману Па де Кале која припада префектури Béthune.
По подацима из 2011. године у општини је живело 2389 становника, а густина насељености је износила 598,75 становника/km². Општина се простире на површини од 3,99 km². Налази се на средњој надморској висини од 23 метара (максималној 38 m, а минималној 19 m).

## Демографија
| 1962. | 1968. | 1975. | 1982. | 1990. | 1999. | 2011. |
| ----- | ----- | ----- | ----- | ----- | ----- | ----- |
| 2.225 | 2.101 | 1.897 | 1.912 | 2.086 | 2.157 | 2.389 |

График промене броја становника у току последњих година